# Hanna Ardéhn
Hanna Ardéhn (Danderyd, 4 ottobre 1995) è un'attrice svedese.

## Biografia
È cresciuta nella periferia nord di Stoccolma, in Svezia, e in giovane età si è interessata al cinema e alla recitazione. Ha iniziato a recitare in un piccolo gruppo teatrale per bambini quando aveva sei anni e ha continuato fino all'età di 18 anni. Nel 2010 ha ottenuto il suo primo ruolo nel film 7x-lika fienile leka bäst. In seguito ebbe un ruolo nel dramma svedese 30 Degrees in February. Nel 2019 ottiene il ruolo da protagonista nella serie Quicksand.

## Filmografia
- Lidingöligan (2007)
- Nio med JO (2008)
- 7X - Lika barn leka bäst (2010)
- Dubbelliv (2011-2012)
- Krigarnas Ö (2015)
- 30 Degrees in February (2015)
- Quicksand (2019)